# 3 Рака
3 Рака (лат. 3 Cancri) — звезда, которая находится в созвездии Рака. Удалена на расстояние около 721 светового года и имеет видимую звёздную величину +5.55. Это оранжевый гигант спектрального класса К.

## Характеристики
3 Рака имеет массу 5 солнечных, радиус в 26 раз превосходит солнечный радиус. Светимость в 251 раз мощнее светимости Солнца, температура поверхности составляет около 4500К. Лучевая скорость составляет +41.4 км/с. 